# Scapanea
Genre
Scapanea est un genre d'insectes de la famille des Libellulidae appartenant au sous-ordre des anisoptères dans l'ordre des odonates. Selon les classifications, il ne comprend qu'une espèce : Scapanea frontalis.
Selon ITIS (16 juillet 2018) il contient deux espèces :
- Scapanea archboldi Donnelly, 1970 ;
- Scapanea frontalis (Burmester, 1839).